# Colonnata (Ascoli Piceno)
Colonnata è una frazione del comune di Ascoli Piceno posizionata nel versante sud del monte dell'Ascensione.
È situata tra le frazioni di Venagrande e Porchiano
La frazione o località di Colonnata dista circa 7 chilometri dal comune di Ascoli Piceno. Si distinguono Colonnata bassa, più vicina alla città di Ascoli, e Colonnata Alta che giunge fino ad un punto in cui si può raggiungere il monte dell'Ascensione attraverso la frazione di Porchiano, ex comune della provincia di Ascoli Piceno oggi Frazione confinante.
Nell'estate del 2007 è stata il focolaio di un vasto incendio doloso, la cui estinzione ha richiesto diversi giorni.
Nel Novembre del 2013 a seguito di un violento nubifragio una parte di collina al confine tra Colonnata e Porchiano si è staccata sbarrando l'accesso alle sorgenti dell'Ascensione dando origine al lago di Porchiano, che è stato il primo lago naturale per estensione delle marche, ora ridottosi ha ceduto il primato al lago di Pilato, divenendo una superficie melmosa sulla quale si sono sviluppate pericolose sabbie mobili.